# Diaphorus condignus
Diaphorus condignus är en tvåvingeart som beskrevs av Becker 1922. Diaphorus condignus ingår i släktet Diaphorus och familjen styltflugor.
Artens utbredningsområde är Taiwan. Inga underarter finns listade i Catalogue of Life.